# كنان جيل
كنان جيل (بالهندية: कनन गिल؛ بالإنجليزية: Kanan Gill) هو يوتيوبي هندي، ولد في 24 ديسمبر 1989 في بريلي في الهند.

## وصلات خارجية
- كنان جيل على موقع IMDb (الإنجليزية)
- كنان جيل على موقع ميوزك برينز (الإنجليزية)
- كنان جيل على موقع قاعدة بيانات الفيلم (الإنجليزية)